# 大滝エージェンシー
大滝エージェンシー（おおたきエージェンシー）とは、大阪市西区に本社を置いていた芸能事務所。代表者が死去したため2020年3月31日付けで業務停止した。

## 沿革
横山ホットブラザーズなどのマネージャーをしていた大瀧哲雄が1976年2月ケーエープロダクションから独立し設立。
芸人のマネジメントの傍ら関西テレビの深夜番組爆笑BOOINGなどを企画。漫才塾、有栖川有栖創作塾などのクリエーター育成講座の運営を行っていた。

## 過去に所属していたタレント
- 今喜多代
- 秋田Aスケ・Bスケ
- 岩崎なおあき
- O2（女性漫才師。爆笑BOOINGに出演）
- 快優感（爆笑BOOINGに出演）
- カピ・カピ（女性漫才コンビ。岸本引退のため、解散。山本は、薮田（元・ハッピーカムカム）とコンビを結成（コンビ名Flash）現在、解散）
- カモン・カモン
- キッチュ（芸名を松尾貴史に改め活動）
- こおきち（芸名を「藤田コオキチ」に改めケーエープロダクションに所属。現在は活動休止）
- さくらさくら（活動休止。うさやまみやこは作家に）
- ザ・クラブスリー（ヤッケンは本名の「小宅雅司」として右尾祐佑と「ベジタブル」を結成し松竹芸能に移籍、リュウジは「ベティーズ」、コッチョー「特別急行」で活躍のちに1988年結成）
- サムソンズ（隅岡康浩と大高雅信のコンビ、その後一旦解散し再結成する）
- SAMPLE
- ステテコサウルス
- ズームエレファント（解散）
- ダックスープ（解散後、共にピン芸人として松竹芸能に所属）
- 月亭可朝（その後マネジメント契約を解消）
- バスチューアップ（北山は「巷」というコンビでスパンキープロダクションに所属）
- 原田おさむ（松竹芸能に移籍していたが2014年に復帰）現在フリーでパチンコ店員芸人として活動。
- パールピアス
- ピーチマロン（姉妹コンビ）
- ぴらにあギャルズ（後に「ぴらにあん」に改名・女性コンビ）
- ブッチリード（オーストラリア出身の大道芸人）
- ホットサンド（解散後、河合は北山（元・バスチューアップ）と「巷」というコンビでスパンキープロダクションに所属）
- マシュマロボーイズ（活動拠点を東京に移したが、2004年頃活動休止）
- 武蔵と小次郎（ざまぁKANKAN!、爆笑GONGSHOW、爆笑BOOINGに出演）
- あ!リトル（女性漫才。TOROとTAKO）
- 良樹☆純三（東京進出後、コンビ名を「ソウルソウル」に改めたが2007年に解散）
- シコ名バリカン山（解散。管野は名前をかんちゃまに変え、オスカープロモーション、オフィス北野を経て現在はラフィーネプロモーションに所属）
- 松永光代（太田光代。爆笑問題太田光夫人、芸能事務所株式会社タイタン創業者・社長）